# Waterloo Lily
Waterloo Lily – студийный альбом группы кентерберийской сцены Caravan, выпущенный в 1972 году.

## Характеристика
Это единственный альбом Caravan, в котором на клавишных играет Стив Миллер из группы Delivery. Он усилил джазовую составляющую звучания и ослабил влияния прогрессивного рока и фолка по сравнению с предыдущими альбомами группы.
На обложке альбома изображен фрагмент гравюры Уильяма Хогарта «Сцена в таверне» из серии «Похождения повесы».

## Список композиций
Традиционно (видимо в силу контрактных обязательств) авторами всех композиций на изданиях указываются коллективно все музыканты группы (кроме Миллера) - Хастингс, Синклэр, Кулан; за исключением «It's Coming Soon», «Songs And Signs» - автор Миллер 

Ниже - настоящее авторство (в скобках)

Сторона один
1. "Waterloo Lily" (Синклэр) 6:47

2. "Nothing At All (Синклэр) / It's Coming Soon (Миллер)/ Nothing At All (Reprise) (Синклэр)" 10:25

3. "Songs And Signs" (Миллер) 3:39
Сторона два
4. "Aristocracy" (Хастингс) 3:03

5. "The Love In Your Eye / To Catch Me A Brother / Subsultus / Debouchement / Tilbury Kecks" (Хастингс) 12:31

6. "The World is Yours" (Хастингс) 3:40

### Бонус-треки в переиздании альбома 2001 года
1. "Pye's June Thing" (Хастингс) 2:58

2. "Ferdinand" (Хастингс) 2:57

3. "Looking Left, Looking Right" (Хастингс) 5:37

4. "Pye's Loop" (Хастингс) 1:21

## Музыканты
- Пай Хастингс – гитары и вокал
- Стив Миллер – электрическое фортепиано, рояль, орган Хаммонд, электрическая арфа
- Ричард Синклер – бас, вокал
- Ричард Кулан – барабаны

Дополнительные музыканты
- Лол Коксхилл – сопрано-саксофон (1,2)
- Фил Миллер – вторая ведущая гитара (2)
- Джимми Хастингс – флейта (5)
- Майк Коттон – труба (5)
- Барри Робинсон – гобой (5)